# Klinkenberg (Gueldre)
Pour les articles homonymes, voir Klinkenberg.
Klinkenberg est une localité des Pays-Bas appartenant à la commune de Buren.